# Wereszyca
Wereszyca (ukr. Верещиця Wereszczycia)  – rzeka na Ukrainie, lewy dopływ Dniestru, przepływa przez Płaskowyż Sańsko-Dniestrzański. Bierze ona swój początek na Roztoczu w Janowskim Stawie i wpada do Dniestru. Długość 92 km, obszar zlewni - 955 km². Szerokość rzeki wynosi 10-12 m. Głębokość waha się między 0,5-1,5 m. Dno aluwialne, na aluwium składają się żółto-szary piasek, glina i torf.
Nazwa rzeki pochodzi od ukraińskiego słowa верес, tzn. wrzos, od wrzosowisk porastających jej otoczenie.
Nad Wereszycą leży Gródek Jagielloński, Komarno. Jej lewymi dopływami są Stawczanka i Stara Rika.